# Armatus
Flavius Armatus (altgriechisch Ἁρμάτος; † 477 in Konstantinopel) war ein oströmischer Heermeister (magister militum) unter den Kaisern Leo I., Basiliskos und Zenon sowie Konsul. Er war an der Usurpation des Basiliskos gegen Zenon ebenso beteiligt wie an dessen Sturz.

## Herkunft und frühe Laufbahn
Armatus war ein Neffe des Basiliskos und der Kaiserin Verina, der Frau Leos I. Er hatte einen Sohn, der ebenfalls Basiliskos hieß. Gegen Ende der Herrschaft Leos unterdrückte Armatus als magister militum per Thracias erfolgreich einen Aufstand in Thrakien, indem er thrakischen Gefangenen die Hände abhacken und sie den Rebellen überbringen ließ. Dabei handelte es sich möglicherweise um die von Theoderich Strabo nach der Ermordung Aspars (471) angezettelte Rebellion.

## Aufstieg des Basiliskos
Armatus beteiligte sich an der Usurpation des Basiliskos 475, wobei er vermutlich auch die Unterstützung Verinas, der Schwiegermutter des abgesetzten Kaisers Zenon, für die Rebellen erreichte. Während der kurzen Regierungszeit des Basiliskos übte Armatus beachtlichen Einfluss auf den Kaiser und dessen Frau Aelia Zenonis aus – Gerüchte wussten von einem intimen Verhältnis zwischen Armatus und Zenonis. Die Kaiserin veranlasste bei Basiliskos die Ernennung des Armatus zum magister militum praesentalis, außerdem bekleidete er 476 zusammen mit Basiliskos das Konsulat.
Armatus wird als eitler Schönling geschildert, der sich mit Vorliebe um seine Haarpracht und Körperpflege gekümmert haben soll, wofür er die Verachtung des Theoderich Strabo genoss. Strabo wiederum war unzufrieden mit Basiliskos – den er gegen Zenon unterstützt hatte –, weil dieser einem solchen Mann einen dem seinigen ebenbürtigen Rang verliehen hatte. Infolge der Ehren und Reichtümer, die ihm von seinem Onkel Basiliskos zuteilgeworden waren, soll sich Armatus für den Tapfersten der Tapferen gehalten haben; angeblich paradierte er im Aufzug eines Achill um sein Haus am Hippodrom.

## Sturz des Basiliskos und Tod des Armatus
Im Sommer 476 setzte sich Zenon von Isaurien her in Marsch, um den oströmischen Thron zurückzuerobern, wofür er sich die Unterstützung der beiden Generäle des Basiliskos, Illus und Trocundes, erkaufte. Basiliskos zog alle Truppen aus Thrakien, Konstantinopel und sogar die Palastgarde zusammen und schickte sie Zenon entgegen, nachdem ihm Armatus den Treueid geleistet hatte. Doch Armatus ließ sich ebenfalls auf Zenons Seite ziehen, als dieser ihm den Rang eines magister militum praesentalis auf Lebenszeit und die Erhebung seines Sohnes Basiliskos zum Caesar und Thronerben versprach.
Nach seiner Rückkehr auf den Thron hielt Zenon seine Zusagen ein, erhob Armatus wohl sogar zum patricius und ernannte den jungen Basiliskos unter dem Namen Leo in Nikaia zum Caesar. Noch 477 überlegte der Isaurier Zenon es sich aber anders, wobei möglicherweise Intrigen des Illus eine Rolle spielten, dem Armatus bei seinen eigenen Ambitionen im Weg stand. Zenon ließ Armatus durch dessen Vertrauten Hunulf umbringen, der dem Getöteten unter anderem das Amt des comes und ein Kommando im Illyricum verdankte, ihm aber auch eine größere Menge Geld schuldete. Zenon zog den gesamten Besitz des Armatus ein und setzte dessen Sohn Basiliskos ab, der in das Priestergewand gesteckt wurde.

## Armatus und Odoaker
Eine Publikation von Stefan Krautschick hat neue Aspekte in der Biografie des Armatus eröffnet, insbesondere zur Beziehung zwischen Armatus und der Familie des Basiliskos einerseits und Odoaker, dem späteren Rex Italiae, andererseits. Krautschick zufolge war Armatus der Bruder Hunulfs und Odoakers, sodass der Anführer der Heruler ebenfalls ein Neffe von Basiliskos und Verina war. Diese Interpretation würde erklären, weshalb Armatus dem Hunulf so bereitwillig Hilfe zukommen ließ – und dass ihn sein eigener Bruder ermordete; sie wird aber nicht von allen Forschern geteilt.
Das Bindeglied zwischen Armatus, Odoaker und Hunulf ist ein Fragment des Johannes von Antiochia (209,1), in dem Hunulf als Mörder und Bruder des Armatus bezeichnet wird. Vor der Arbeit Krautschicks (und auch weiterhin nach Auffassung anderer Forscher) war die entsprechende Textstelle wie folgt emendiert worden: „Odoaker war der Bruder des Hunulf, der Armatus umbrachte.“ Diese Lesart bringt das Fragment des Johannes in Übereinstimmung mit den Angaben anderer Historiker, da weder Johannes Malalas noch Malchus von Philadelphia darauf hinweisen, dass Armatus von seinem eigenen Bruder ermordet wurde oder Odoaker und Basiliskos blutsverwandt waren.